# قناة مستخدمة
القناة المستخدمة هي كمية تستخدم في معالجة الإشارة أو الإتصال عن بعد وتتعلق بمعدل الترميز و سعة القناة . تقاس السعة بوحدة البت لكل رمز مدخل إلى القناة ( بت لكل قناة مستخدمة ) . إذا دخل رمز إلى القناة كل Ts ثانية ( كل فترة زمنية معينة يتم بث رمز ) , تكون سعة القناة بوحدة بت لكل ثانية تساوي (C/Ts) . تشير العبارة 1 بت لكل قناة مستخدمة إلى بث رمز واحد ( لمدة Ts ) وتحتوي على 1 بت من البيانات .